# Johann Daniel von Cronberg
Johann Daniel von Cronberg d. J. (* um 1616 auf Hof Iben, Kreis Alzey; † 1673) war ein deutscher Hofbeamter.

## Leben
Johann Daniel war der Sohn des gleichnamigen Freiherrn Johann Daniel von Cronberg d. Ä. und dessen Ehefrau Maria Elisabeth von Partenheim. Der Freiherr Hartmut XVIII. von Cronberg war sein älterer Bruder. Beide wurden auch Junker zu Iben genannt. Er studierte in Straßburg, Leiden und Leipzig.
Mit dem Tod seines Vaters 1621 wurden sein Onkel Johann Schweikhard von Cronberg und Reinhard von Geispitzheim zu Vormündern der beiden Brüder bestellt.
1647 beauftragte Fürst Ludwig I. von Anhalt-Köthen den Pfalzgrafen Ludwig Philipp von Simmern Cronberg zusammen mit dessen Bruder Freiherrn Hartmut von Cronberg, Graf Christian von Hohenlohe-Waldenburg-Bartenstein und den Pfalzgraf Georg Wilhelm von Birkenfeld in die Fruchtbringende Gesellschaft aufzunehmen. Der Pfalzgraf tat dies noch im selben Jahr in seiner Residenz in Kaiserslautern. Der Pfalzgraf verlieh Cronberg den Gesellschaftsnamen der Wegtreibende und das Motto den Grind und Krätze. Als Emblem wurde Cronberg die blaue Scabiose oder Grindkraut (Knautia arvensis L. Coult.) zugedacht. Im Köthener Gesellschaftsbuch findet sich Cronbergs Eintrag unter der Nr. 471. Dort ist auch das Reimgesetz verzeichnet, das er anlässlich seiner Aufnahme verfasst hatte:
Das blaue Schebekraut das treibet weg den grind
Und krätze, drum bin ich Wegtreibend' angenommen
Mit nahmen, man find viel im Sommer dieses kraut
 Das kan Zur artzeney der kranckheit wol bekommen,
Und davon ists genant. Uns wird hiedurch vertraut
Wir sollensein bereit Zu unsers nechsten frommen
Zu treiben von ihm' ab, was schaden bringen kan,
Und geben gute frucht mit lust für iederman.
Die beiden Brüder setzten sich vehement gegen ihren (katholischen) Verwandten Graf Kraft Adolf Otto von Cronberg ein, und rügten den gewalttätigen Landesherrn des Familienstammsitzes in Kronberg für seine ungesetzlichen Versuche der Gegenreformation. Ab 1654 lagen beide Brüder im juristischen Streit mit diesem Vetter.
1650 wird Johann Daniel als kurpfälzischer Jägermeister erwähnt.
Auf Grund familiärer Streitigkeiten duellierte sich 1668 Johann Daniel mit seinem Bruder Hartmut in der Nähe von Schloss Iben. Wegen des von ohngefähr erschossenen Knechts auf seinem freiadligen territorio zu Iben wurde behördlicherseits ermittelt. Es ist allerdings auch möglich, dass das Duell der beiden sich ansonsten in allen Rechts- und Religionsangelegenheiten nahestehenden Brüder erfunden wurde, um den Tod des Knechtes als Unfall erscheinen zu lassen.
Freiherr Johann Daniel von Cronberg starb unverheiratet und ohne Nachkommen. Mit dem Tod seines ebenfalls ledigen Cousins, Freiherr Johann Nicolaus von Cronberg starb das Geschlecht derer von Cronberg im Mannesstamme aus (s. a. Stammliste des Hauses Cronberg).